# Roadhouse Blues
«Roadhouse Blues» es una canción de rock escrita por la banda estadounidense The Doors, para su disco Morrison Hotel de 1970, escrita por los cuatro integrantes de la banda, y producida por Paul A. Rothchild.

## Lanzamiento
Esta canción fue el B-Side (Lado B), del sencillo "You Make Me Real", de 1970, y es una de las más exitosas canciones del grupo. Escrita por Jim Morrison y compuesta musicalmente por Ray Manzarek, Robby Krieger y John Densmore. Cuenta con John Sebastian (acreditado como "G. Puglese") en armónica y con Lonnie Mack en bajo

## Personal
- Jim Morrison - voz
- Robby Krieger - guitarra eléctrica
- Ray Manzarek - piano
- John Densmore - batería

Músicos adicionales
- Lonnie Mack - bajo
- John Sebastian - armónica

## Interpretaciones en vivo
Una versión en vivo aparecería posteriormente en el póstumo de Jim Morrison, An American Prayer. Fue lanzada como un sencillo a principios de 1979. También aparece en la banda sonora de la película biográfica de The Doors (1991), de Oliver Stone. Esta versión en concierto también fue incluida en el álbum In Concert de 1991, e incluso sería incluida en el recopilatorio de The Best Of The Doors, por encima de la versión de estudio.

## Versiones
Roadhouse Blues ha sido versionada por grupos como Blue Öyster Cult en su álbum en vivo Extraterrestrial Live, Status Quo en su álbum Piledriver, U.K. Subs en su álbum Mad Cow Fever de 1991, la banda argentina Patricio Rey y sus Redonditos de Ricota a fines de la década de los '80, Divididos en vivo a mediados de la década de 1990 y Creed en el festival Woodstock '99, entre otros.